# Figites anthomyiarum
Figites anthomyiarum är en stekelart som beskrevs av Bouché 1834. Figites anthomyiarum ingår i släktet Figites, och familjen glattsteklar. Arten är reproducerande i Sverige.